# مایکل دابز
مایکل دابز (انگلیسی: مایکل دابز; متولد ۱۳۲۸) نویسنده غیرداستانی و روزنامه‌نگار آمریکایی - بریتانیایی.

## جوانی و تحصیلات
مایکل دابز در سال ۱۳۲۸ در بلفاست، پایتخت ایرلند شمالی چشم به جهان گشود. او در سال ۱۳۵۳ از دانشگاه یورک در انگلستان، در رشته اقتصاد و جامعه شناسیتاریخ درجه کارشناسی دریافت کرد.  کمک هزینه تحصیلی مایکل دابز توسط دانشگاه پرینستون و دانشگاه هاروارد تأمین شد.  او در سال ۱۳۸۸ تابعیت ایالات متحده آمریکا را دریافت کرد.

## سوابق حرفه‌ای
مایکل دابز بیشتر عمر حرفه روزنامه‌نگار خود را صرف پوشش تحولات مربوط به فروپاشی کمونیسم اختصاص داد. او اولین خبرنگار غربی بود که در مرداد ماه ۱۳۵۹ برای بازدید از کشتی‌سازی لنین Gdańsk Shipyard به شهر گدانسک در شمال لهستان رفت. حضور در قیام سال ۱۳۶۸ میدان تیان آن من چین، پوشش خبر کودتای نافرجام سال ۱۳۷۰ علیه میخائیل گورباچف و همچنین جنگ‌های یوگسلاو از جلمه فعالیت‌های او است. مایکل دابز در سال ۱۳۵۹ به نشریه واشنگتن پست پیوست. او از سال ۱۳۵۹ تا ۱۳۶۰ ریاست دفتر شرق اروپای این نشریه، مستقر در ورشو را برعهده داشت. او همچنین از سال ۱۳۶۱ تا ۱۳۶۵ ریاست دفتر پاریس و از ۱۳۶۷ تا ۱۳۷۲ ریاست دفتر موسکو واشنگتن پست را عهده‌دار بود. گزارشگر ی به عنوان خبرنگار آزاد در آفریقا و گزارشگری در بلگراد و همکاری با خبرگزاری رویترز از دیگر فعالیت‌های دابز است.
مایکل دابز در واشنگتن به عنوان یک خبرنگار تحقیقی، پوشش خبرهای وزارت امور خارجه ایالات متحده آمریکا را برعهده داشت. پوشش خبرهای موافقت‌نامه چارچوب عمومی صلح در بوسنی و هرزگوین، موسوم به موافقت‌نامه دیتون در خلال انتخابات سال ۱۳۸۷ آمریکا و نویسندگی برای ستون آنلاین نشریه واشنگتن پست به نام جستجوگر سند ازجمله فعالیت‌های این دوره است.
مایکل دابز مجموعه سه جلدی از لحظات اوج جنگ سرد را به چاپ رسانده که سه گانه جنگ سرد نام داشته و موضوعاتی همچون بحران موشکی کوبا و نقش چهره‌هایی مثل کندی، خروشچف و کاسترو را در آستانه جنگ هسته‌ای و مواردی از این دست را در بر می‌گیرد. این کتاب نامزد دوم جایزه غیر داستانی سال ۱۳۷۶ انجمن قلم بوده و از سوی نشریه‌های همچون لس آنجلس تایمز نیز مورد تقدیر قرار گرفته‌است.
مایکل دابز چند اثر دیگر، ازجمله زندگی نامه وزیر امور خارجه سابقه آمریکا مادلین آلبرایت و همچنین کتاب خبرابکاران، با موضوع تلاش حزب نازی برای خرابکاری در ایالات متحده آمریکا در سال ۱۳۲۱ در کارنامه خود دارد.
او از سال ۱۳۸۹ تا ۱۳۹۰ به عنوان استاد مدعو در دانشگاه میشیگان حضور داشته و همچنین در دانشگاه پرینستون نیز به تدریس پرداخته است. تحقیق در موزه یادبود هولوکاست و همچنین تحقیق در باره محاکمه فرمانده نظامی سابق صرب راتکو ملادیچ در خصوص نسل کشی در بوسنی از دیگر فعالیت‌های اوست.

## زندگی شخصی
مایکل دابز مقیم شهر بتزدا، مریلند در ایالت مریلند آمریکا است. 